# Stazione di Castelplanio-Cupramontana
Stazione di Castelplanio-Cupramontana vasútállomás Olaszországban, Marche régióban, Castelplanio településen.

## Vasútvonalak
Az állomást az alábbi vasútvonalak érintik:
- Ancona–Orte -vasútvonal

## Kapcsolódó állomások
A vasútállomáshoz az alábbi állomások vannak a legközelebb: 
- Stazione di Montecarotto-Castelbellino
- Stazione di Serra San Quirico